# 사랑하고파
《사랑하고파》(원제: 恋がしたい恋がしたい恋がしたい 코이가시타이코이가시타이코이가시타이[*])는 2001년 7월 8일부터 9월 16일까지 TBS에서 방송한 일본의 텔레비전 드라마이다. 한국에는 케이블 채널인 SBS 드라마플러스를 통해 2004년 8월 31일부터 10월 5일까지 방송되었다.

## 내용
나이도 직업도 다른 7명의 남녀.그들은 모두 같은 고민을 안고 있다.
바로 "고독". 7명은 누구나 할 것없이 인생에 꿈이나 희망 따위를 갖지 않고 뭐라 말 할 수 없는 외로움과 불안을 느끼면서 하루하루를 살아간다.
게다가 그들은 모두사랑에 서툴다. 그래서 그 쓸쓸함을 누군가와 함께 공유할 수도 없이 혼자서 괴로워 한다.
그 7명이 우연히 만나 조금씩 마음을 열고, 용기와 정열을 되찾게 된다는 이야기.

## 등장 인물
아카이 료스케 (와타베 아츠로)
고등학교 역사과목 교사. 결혼식 1주일 전에 결혼을 약속한 여자친구에게 차였다.
아네다 아이 (미즈노 미키)
유명 기업 사장의 딸이지만 집을 나와 낮에는 피부미용실에서, 밤에는 클럽에서 일하고있다.
나가시마 미칸 (간노 미호)
호텔에서 근무하고있다.
시무라 이치로 (오이카와 미츠히로)
작가.
아오시마 와타루 (야마다 다카유키)
고등학생.
코다 오리에 (오카에 쿠미코)
가정 주부
미도리카와 분페이 (토코로 조지)
덮밥집 주인.
쿠로키 레이코 (코유키)
료스케의 동료 교사이자 결혼 약속을 한 상대이다. 패션 모델이 되고싶어 결혼 1주일 전에 프랑스 파리로 갔다.
나가시마 하루에
미칸의 엄마이다.

## 주제가·삽입곡
- 주제가: 카펜터즈 〈Rainbow Connection〉
- 삽입곡: 카펜터즈 〈Leave Yesterday Behind〉